# بن راپاپورت
بن راپاپورت (انگلیسی: Ben Rappaport؛ زادهٔ ۲۳ مارس ۱۹۸۶) یک هنرپیشه اهل ایالات متحده آمریکا است. وی از سال ۲۰۱۰ میلادی تاکنون مشغول فعالیت بوده‌است.
از فیلم‌ها یا برنامه‌های تلویزیونی که وی در آن نقش داشته است می‌توان به امید می‌روید و آقای ربات اشاره کرد.